# Шри-Ланка на Паралимпийских играх
Шри-Ланка на Паралимпийских играх впервые приняла участие в 1996 году на летних Играх в Атланте, и с тех пор принимает участие на всех летних Играх. На зимних Играх Шри-Ланка участия пока не принимала.
На настоящее время спортсмены Шри-Ланки завоевали на всех Играх в сумме 4 медали, из них 1 золотую.

## Медальный зачёт

### Медали летних Паралимпийских игр
| Игры                | Золото | Серебро | Бронза | Всего | Место |
| ------------------- | ------ | ------- | ------ | ----- | ----- |
| 1996 Атланта        | 0      | 0       | 0      | 0     | —     |
| 2000 Сидней         | 0      | 0       | 0      | 0     | —     |
| 2004 Афины          | 0      | 0       | 0      | 0     | —     |
| 2008 Пекин          | 0      | 0       | 0      | 0     | —     |
| 2012 Лондон         | 0      | 0       | 1      | 1     | 74    |
| 2016 Рио-де-Жанейро | 0      | 0       | 1      | 1     | 76    |
| 2020 Токио          | 1      | 0       | 1      | 2     | 57    |
| Итого               | 1      | 0       | 3      | 4     |       |